# Точка нулевой скорости
Точка нулевой скорости, точка разделения потоков или критическая точка в аэродинамике — особая точка на поверхности тела, которое перемещается в газовой среде. 

## Определение
В этой точке происходит рассечение набегающего потока на две части и скорость газа на поверхности тела оказывается равной нулю. В результате в этом месте давление газа достигает своего наивысшего значения по сравнению с давлением в других частях аэродинамического профиля. Как правило, давление, плотность и температура газа в точке нулевой скорости носят название давления торможения, плотности торможения и температуры торможения.
В случае классического авиационного крыла точка нулевой скорости делит набегающий на него воздушный поток на верхнюю и нижнюю половины. Известно, что положение этой точки на профиле не является неизменным и зависит от угла атаки и от коэффициента подъёмной силы. 